# 威洛比·漢密爾頓 (1864年)
威洛比·漢密爾頓（英語：Willoughby Hamilton，1864年12月9日—1943年9月27日），愛爾蘭男子網球、足球和羽球運動員。

## 網球
威洛比·漢密爾頓在1890年溫布頓錦標賽中贏得了男子單打冠軍，五盤大戰擊敗威廉·倫肖，成為第一位贏得冠軍的愛爾蘭選手。在前一年，他贏得了北英格蘭錦標賽和愛爾蘭錦標賽冠軍。在後者，他在全員決賽中擊敗了六次溫網冠軍威廉·倫肖，然後在挑戰賽中擊敗了他的雙胞胎兄弟歐內斯特·倫肖。這使他成為1889年溫布頓冠軍的熱門人選之一，但他在半決賽對陣哈里·巴洛的五盤比賽中失利。在1889-90賽季，漢密爾頓被許多人評為世界上最好的網球選手。漢密爾頓在1891年的挑戰賽中沒有捍衛自己的溫布頓冠軍頭銜。

## 足球
威洛比·漢密爾頓在都柏林三一學院接受教育，並在都柏林大學足球俱樂部及都柏林足球俱樂部踢足球。漢密爾頓也在1885年代表愛爾蘭參加與威爾斯的比賽。他的隊友中有他的兄弟威廉·漢密爾頓。

## 羽球
威洛比·漢密爾頓也是羽球選手，曾與弟弟布萊尼·漢密爾頓一起贏得1902年愛爾蘭羽球公開賽男子雙打冠軍。